# George Porter
George Hornidge Porter, Baron Porter af Luddenham OM PRS PCS HRSE LLD (født 6. december 1920, død 31. august 2002) var en britisk kemiker. Sammen med Manfred Eigen og Ronald George Wreyford Norrish modtog han nobelprisen i kemi i 1967 for deres arbejde med at måle hurtige kemiske reaktioner.